# Gramorównoważnik
Gramorównoważnik (ekwiwalent stechiometryczny) – jednostka masy niezalecana przez IUPAC, ale niekiedy jeszcze używana w chemii, zwłaszcza w chemii analitycznej. Jednostki tej nie zaleca się stosować głównie ze względu na problemy z jej jednoznaczną definicją. Skrótem tej jednostki jest val, wal, eq (Eq) i czasami w bardzo starych polskich opracowaniach można też spotkać skróty Gr, G-r i g-r. Stosuje się również pochodne tej jednostki, np. miligramorównoważnik (meq, mEq).
Nieścisła definicja gramorównoważnika:
Gramorównoważnik to taka masa związku chemicznego, która całkowicie przereaguje z jednym molem innego związku chemicznego zgodnie z równaniem stechiometrycznym określonej reakcji chemicznej.
Można też powiedzieć, że gramorównoważnik to:
masa molowa związku chemicznego podzielona przez  współczynnik stechiometryczny występujący przy drugim reagencie w równaniu rozpatrywanej reakcji, pod warunkiem, że współczynnik stechiometryczny rozpatrywanego związku wynosi 1 w tym samym równaniu reakcji.
Na przykład w reakcji:
H2SO4 + Ca(OH)2 → CaSO4 + 2 H2O
gramorównoważnik dla kwasu siarkowego (H2SO4) jest równy jego masie molowej, zaś w reakcji:
H2SO4 +  2 NaOH → Na2SO4 + 2 H2O
jest równy jego masie molowej podzielonej przez 2.
Gramorównoważnik określonego związku chemicznego zależy zatem od rozpatrywanej reakcji chemicznej i nie jest na stałe do niego przypisany.
Pojęcie to najczęściej stosuje się w stosunku do kwasów i zasad.
Dla kwasów protonowych można go zdefiniować jako:
masę molową kwasu podzieloną przez liczbę jego atomów wodoru występujących w jednej jego cząsteczce, zdolnych do dysocjacji elektrolitycznej w określonych warunkach
masę molową zasady podzieloną przez liczbę jej grup hydroksylowych występujących w jednej jej cząsteczce, zdolnych do dysocjacji elektrolitycznej w określonych warunkach.
Warto zauważyć, że wcześniej podana definicja i definicja dla kwasów i zasad prowadzi do sprzeczności. Np. można przyjąć, że w reakcji:
H2SO4 + Ca(OH)2 → CaSO4 + 2 H2O
gramorównoważnik kwasu siarkowego jest równy jego masie molowej lub jest jej połową, zależnie od przyjętej definicji. Jeśli przyjmie się pierwszą wersję definicji dla kwasu, należy przyjąć też pierwszą wersję definicji dla zasady, jeśli natomiast przyjmie się drugą definicję dla kwasu, to trzeba też przyjąć tę samą definicję dla zasady.
Przejście z gramorównoważników na mole jednoznacznie rozstrzyga ten dylemat i dlatego odchodzi się od pojęcia gramorównoważnika jako zbędnego.